# Pénjamo
Pénjamo is een stad in de Mexicaanse deelstaat Guanajuato. De plaats heeft 35.925 inwoners (census 2005) en is de hoofdplaats van de gemeente Pénjamo.
In 1753 werd in Pénjamo Miguel Hidalgo, Mexico's vader des vaderlands, geboren.

## Geboren
- Miguel Hidalgo (1753-1811), priester die de Mexicaanse Onafhankelijkheidsoorlog in gang zette